# تمديدات شلينك

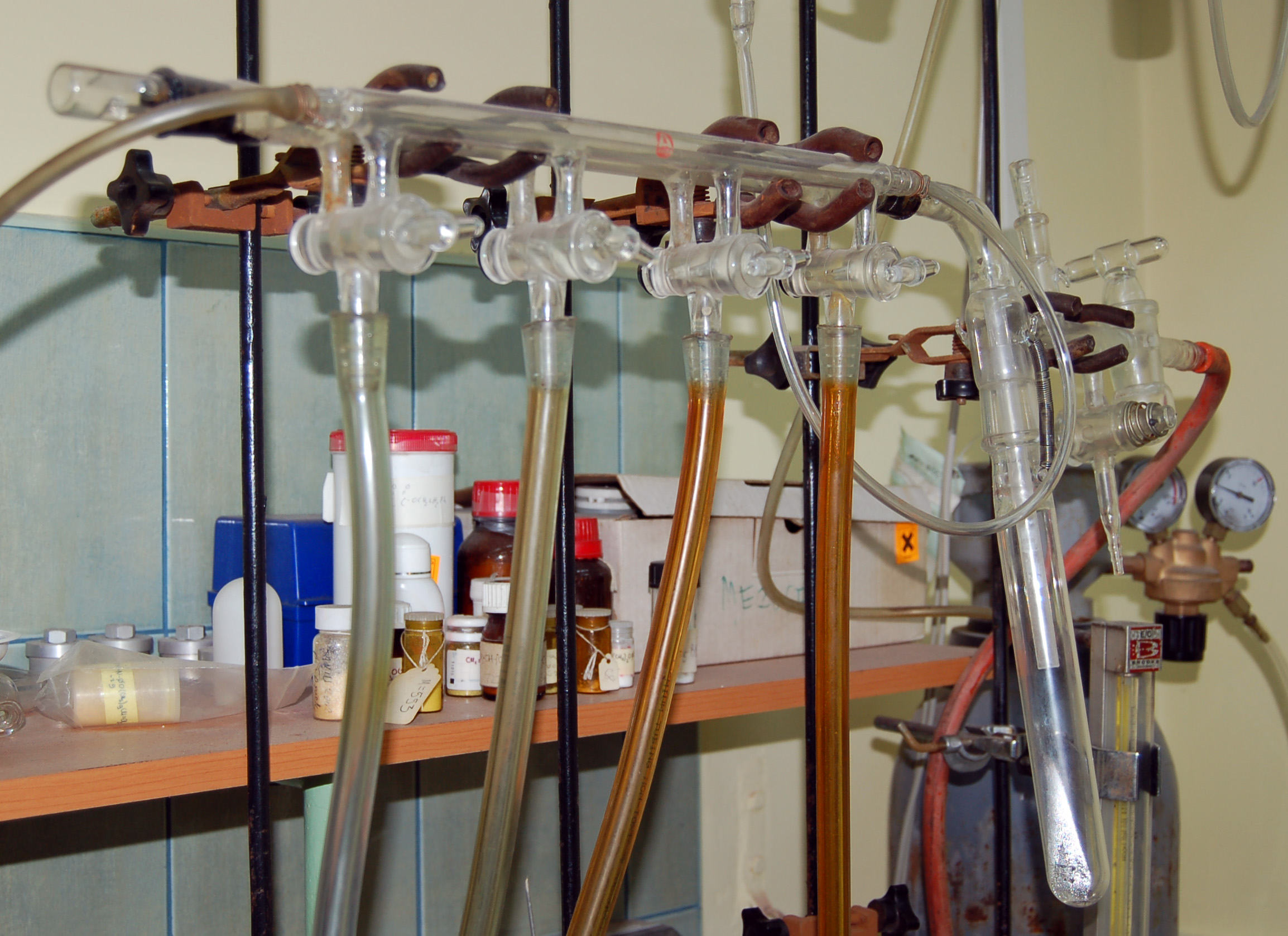
تمديدات شلينك في مختبر كيميائي

تمديدات شلينك في الكيمياء هي تجهيزات مخبرية تستخدم عند التعامل مع مواد حساسة تجاه الأكسجين أو رطوبة الهواء؛ وهي عادة ما تكون مصنوعة من الزجاج وتتألف من أنبوب موزع تتفرع عنه مآخذ متعددة. توجد تمديدات شلينك تحت التفريغ بعد توصيلها بمخلية هواء، ثم تملأ بغاز خامل مثل النتروجين أو الآرغون.
تنسب هذه التجهيزات إلى مخترعها الكيميائي فيلهلم شلينك؛ وتعرف أيضاً باسم تقنية شلينك.